# Baldo Lupetino
Baldo Lupetino, en realidad Baldo d'Albona (Albona, 1502 o 1503-Venecia, 1556) fue un mártir franciscano y luterano veneciano.

## Biografía

### Primeros años y primeras críticas a la Iglesia católica
Lupetino nació en Albona (Labin) como súbdito de la República de Venecia. A los 14 años ingresó en el monasterio minorita  de su ciudad natal, que formaba parte de la provincia dálmata de la orden. A finales de la década de 1530 se familiarizó con la literatura de la Reforma protestante. Indujo a su sobrino Flacio Illírico a que no se uniera a la orden franciscana, sino que continuara sus estudios humanísticos al norte de los Alpes.
En 1541 Lupetino llamó la atención por sus sermones en los que criticaba el libre albedrío, las indulgencias, el purgatorio y otros puntos de la enseñanza católica, lo que lo hacía reconocible como luterano. En 1542 fue arrestado en la isla de Cres después de que un hermano, Jacopo Curzolo, lo denunciara por el contenido herético de sus sermones sobre el ayuno.  El 4 de noviembre de 1542 fue trasladado a Venecia y encarcelado.

### Arresto y condena
En 1543 Flacio viajó a Venecia para visitar a familiares; trajo una carta con él (fechada el 23 de junio de 1543), en la que Juan Federico I de Sajonia y Felipe I de Hesse relacionados con el dux Pietro Lando para Lupetino. El autor anónimo de esta carta fue Felipe Melanchthon. El gobierno de la República de Venecia declaró que se trataba de un asunto dentro de la Iglesia, en el que la política no debería tener influencia. Baldo Lupetino fue condenado a cadena perpetua y al pago de una multa. Sin embargo, bajo la presión de la Inquisición, la República de Venecia tomó medidas cada vez más duras contra los disidentes.
El 22 de septiembre de 1547 Lupetino fue juzgado nuevamente. Se le presentaron 16 artículos, declaraciones que había hecho en sus sermones y que se suponía que debía retirar después de cinco días de reflexión. Baldo Lupetino se negó a retirar sus declaraciones, refiriéndose a las Sagradas Escrituras y a un futuro concilio libre. El 27 de octubre, el nuncio Giovanni Della Casa lo condenó a muerte por herejía, es decir, ser decapitado públicamente en la Plaza de San Marcos y luego exhibir el cuerpo para disuadir a otros. Sin embargo, el Consejo de los Diez no ejecutó la sentencia, aunque protestó el nuncio, y con él la facción del Senado cercana al Papa.

### Vida en custodia
Baldo Lupetino permaneció en prisión durante años, desde donde siguió expresándose crítico con la iglesia. La humedad en su celda estaba dañando cada vez más su salud. Los comerciantes alemanes en Venecia hicieron donaciones de dinero en secreto para aliviar sus condiciones de prisión. Fue interrogado varias veces por la Inquisición. En julio de 1555, el duque Christoph von Württemberg hizo una campaña sin éxito por Lupetino con el duque Marcantonio Trevisan.  Ofreció que Lupetino podría pasar el resto de su vida en Württemberg. El 17 En septiembre de 1556, Baldo Lupetino fue finalmente condenado a muerte por ahogamiento en la laguna, sentencia que se ejecutó una noche de noviembre. 